# Melitaea rosea
Melitaea rosea är en fjärilsart som beskrevs av Higgins 1938. Melitaea rosea ingår i släktet Melitaea och familjen praktfjärilar. Inga underarter finns listade i Catalogue of Life.